# Wetar
Wetar is een Indonesisch eiland dat behoort tot de Barat Daya-eilanden (Kepulauan Barat Daya, vertaald: Zuidwestelijke Eilanden, niet te verwarren met de Zuidwestereilanden). Het is een van meest zuidwestelijk gelegen eilanden van de provincie Molukken, gelegen in de Bandazee. Het meest zuidwestelijke eiland van de Molukken is Liran, hetgeen pal naast Wetar ligt. Ten zuiden van het eiland vindt men de Straat van Wetar met aan de overkant de Democratische Republiek Oost Timor.
Samen met Liran en een aantal kleinere eilanden vormt Wetar het kecamatan Wetar in het kabupaten Maluku Barat Daya (Zuidwest-Molukken).
Wetar heeft een oppervlakte van ongeveer 3600 km², een lengte van ongeveer 130 km en een maximale breedte van 45 km. Het hoogste punt van het eiland is 1412 meter. Het eiland is omringd door koraalriffen en diepe zeeën. Er is een aantal goud- en kopermijnen op het eiland aanwezig.